# Туркони, Анджело
Анджело Туркони (итал. Angelo Turconi, 5 июля 1923, Сольбьяте-Олона — 3 августа 2011, Бусто-Арсицио) — итальянский футболист, играл на позиции полузащитника. По завершении игровой карьеры — футбольный тренер.
Выступал, в частности, за клуб «Про Патрия», а также национальную сборную Италии.

## Клубная карьера
Родился 5 июля 1923 года в городе Сольбьяте-Олона. Воспитанник футбольной школы клуба «Про Патрия». Взрослую футбольную карьеру начал в 1940 году в основной команде того же клуба, с которым в первом же сезоне смог выйти из Серии С в Серию В, где провел ещё один сезон.
В 1942 году перешёл в «Лигурию», в составе которой дебютировал в сезоне 1942/43 в Серии А, однако закрепиться в команде не сумел, за который играл на правах аренды за «Варезе» и «Про Патрию». После войны окончательно перебрался в «Про Патрию». На этот раз сыграл за команду из городка Бусто-Арсицио следующие пять сезонов своей игровой карьеры. Большинство времени, проведенного в составе «Про Патрии», был основным игроком команды, которая с 1947 года играла в Серии А.
Летом 1950 года перешёл в «Комо», с которым провел ещё три сезона в Серии А и один в Серии B.
В сезоне 1954/55 выступал в Серии В за «Палермо», после чего играл за «Санремезе» и «Про Патрию» в Серии С.
Завершил профессиональную игровую карьеру в клубе «Боргоманеро», за который выступал в течение 1958—1959 годов.

## Выступления за сборную
В 1948 году в составе сборной был участником футбольного турнира на Олимпийских играх в Лондоне, на котором провел 2 матча, забив 1 гол в ворота сборной США.

## Карьера тренера
Начал тренерскую карьеру, вернувшись к футболу после небольшого перерыва, в 1964 году, возглавив тренерский штаб клуба «Вербани».
В дальнейшем также возглавлял родной клую «Про Патрию» и «Боргоманеро».
Умер 3 августа 2011 года на 89-м году жизни в городе Бусто-Арсицио.